# Golicyno
Golicyno (ros. Голицыно) – miasto w Rosji, w obwodzie moskiewskim, w rejonie odincowskim, 40 km na zachód od Moskwy. W 2020 liczyło 17 502 mieszkańców.
Znajduje tu się stacja kolejowa Golicyno, położona na linii Moskwa – Mińsk – Brześć.